# Schlumberger (Sektkellerei)

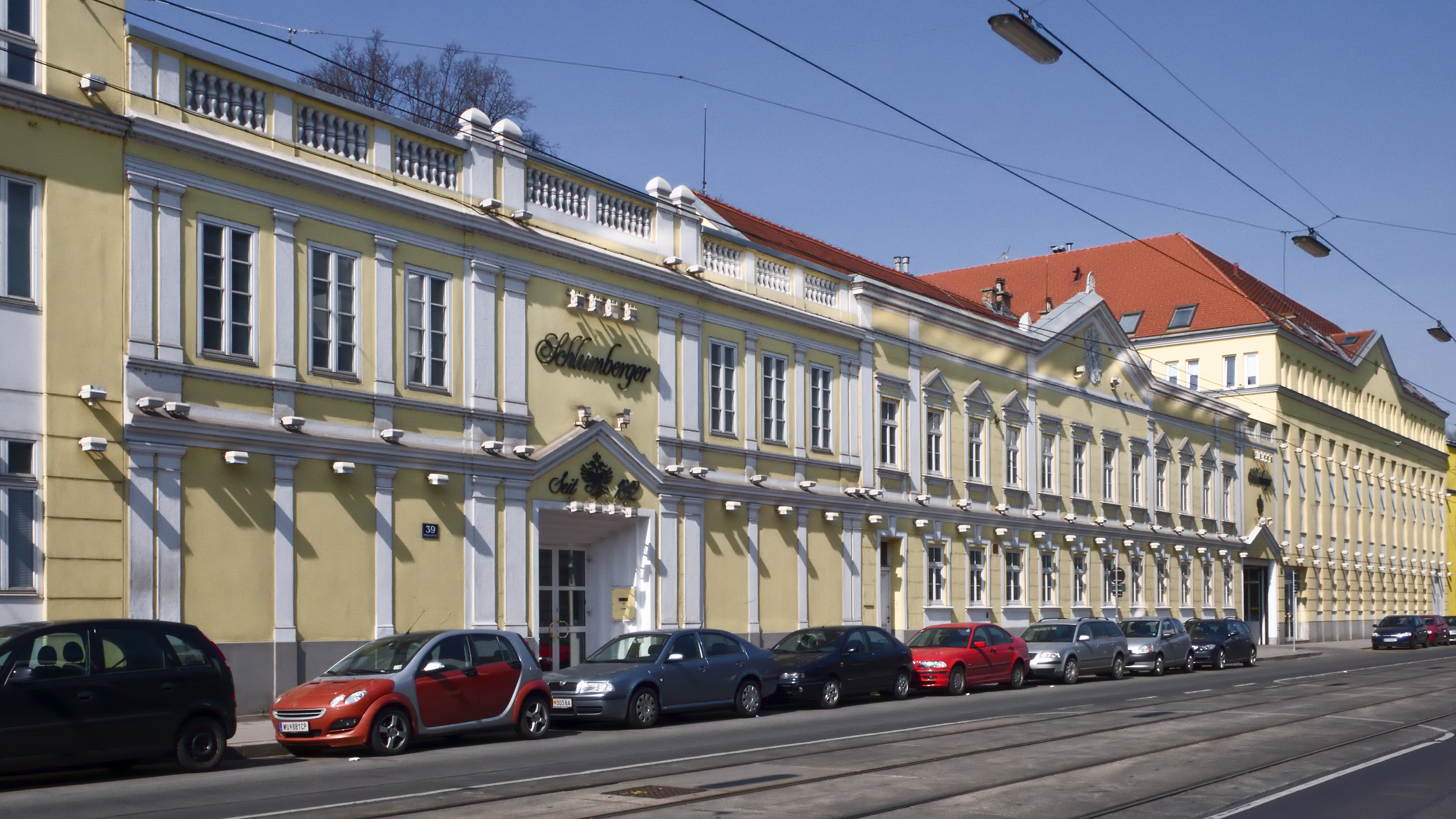
Die Sektkellerei in der Heiligenstädter Straße

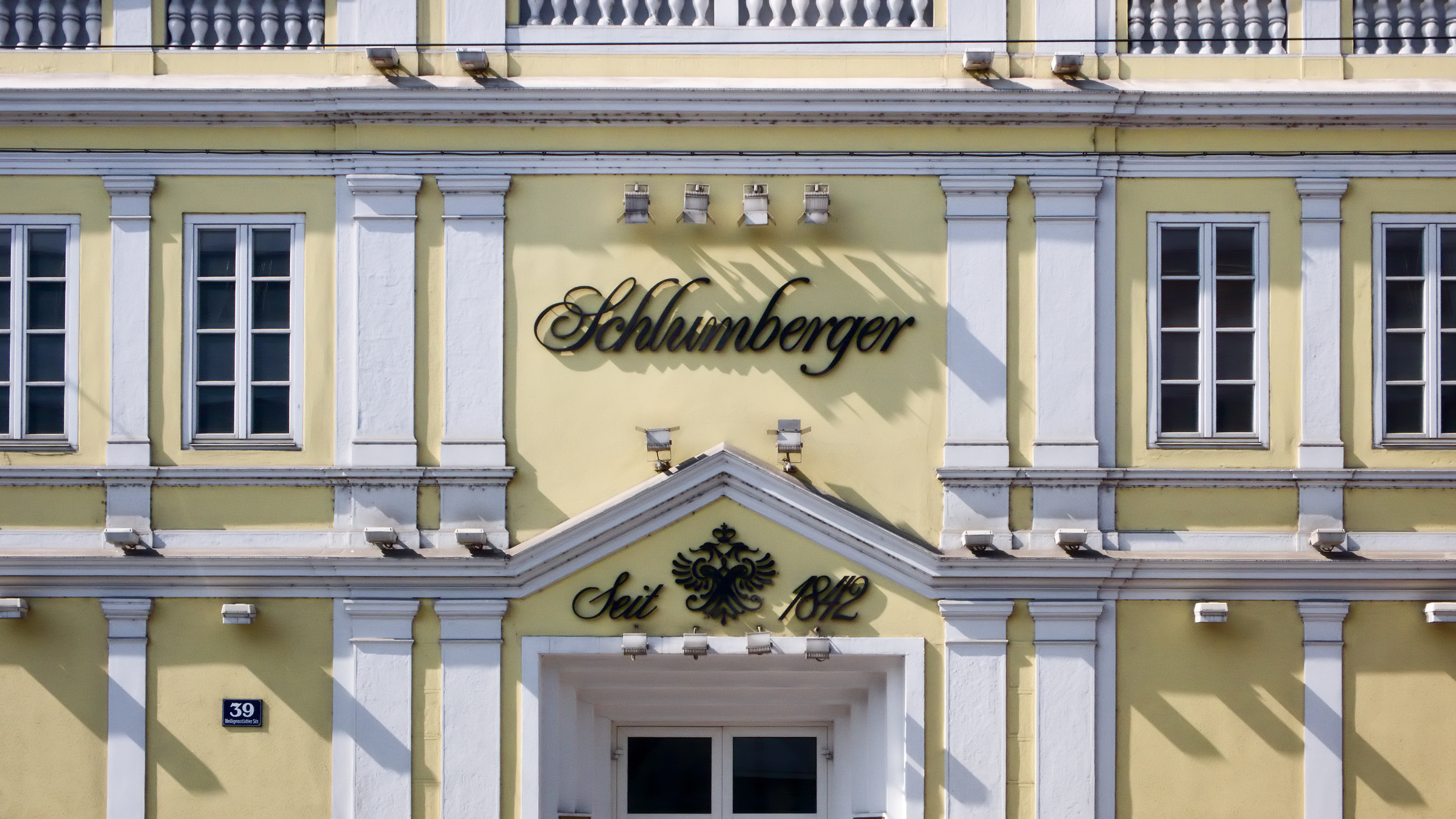
Die Firmen-Inschrift

Die Schlumberger ist ein österreichisches Unternehmen in der Schweizer Sastre-Gruppe, das Sekt nach der méthode traditionnelle produziert. Der Firmensitz liegt in der Heiligenstädter Straße 43 im 19. Wiener Gemeindebezirk.

## Geschichte
Das Unternehmen wurde 1842 von Robert Schlumberger gegründet. Er war der erste Produzent von Sekt nach traditioneller Champagnermethode in Österreich und schaffte es, sein Unternehmen von der Gründung bis zu seinem Tod 1879 zu einem Lieferanten der königlichen Höfe Europas zu machen. Dabei stellte er eine Produktionsstätte in Bad Vöslau auf. Wein wird dort zum Teil noch immer geerntet. Schlumbergers „Vöslauer Goldeck“ ist die älteste geschützte Weinmarke Österreichs.
Schlumberger war auch der erste, der in Österreich die bekannten Bordeauxrebsorten Cabernet Sauvignon und Merlot anbaute. Der Wein, der auf zehn Hektar in Bad Vöslau wächst, wurde als Privatkeller schnell erfolgreich und wird auch heute noch als Schlumberger Privatkeller verkauft.
Nach seinem Tod übernahmen seine drei Söhne Robert (II.), Otto und Gustav Schlumberger von Goldeck das Unternehmen. Otto Schlumberger heiratete die Tochter des Weinhändlers August Schneider, seines Zeichens selber ein k.u.k. Hoflieferant seit 1889. 1894 übernahm Otto das Unternehmen von seinem Schwiegervater und erhielt das Hoflieferantenprivileg 1895. Ottos Sohn Robert (III.) übernahm danach das gesamte Geschäft und zog nach Döbling.
Robert Schlumberger von Goldeck wurde im Ersten Weltkrieg ins Heer eingezogen und leitete die Geschäfte gleichzeitig weiter. Das Unternehmen konnte weiterhin expandieren, nach dem Zusammenbruch der Monarchie brach jedoch der traditionelle Absatzmarkt ab. Das Unternehmen brach fast zusammen, nur durch einen Kredit von einer englischen Bank konnte es gerettet werden. Die alte Produktionsstätte in Bad Vöslau musste jedoch liquidiert werden, einige Lagen konnten aber erhalten werden. Robert (III.) Schlumberger starb 1944, kurz vor Kriegsende.
Sein Sohn Robert (IV.) übernahm das Geschäft in schwierigen Zeiten. In den Wiederaufbaujahren nach 1945 konnte sich das Unternehmen wieder erholen. 1973 verkaufte er Schlumberger an Underberg; die Gesellschaft ist seit 1986 an der Börse in Wien notiert.
In der Sektkellerei in Döbling lagern 2 Millionen Flaschen. Das Stammhaus bietet Besuchern einen gastronomischen Service, Führungen im Keller sowie ein Museum an.
Im August 2009 verkaufte die Schlumberger Wein- und Sektkellerei GmbH die appelt GmbH&Co KG, und damit eine der führenden Vertriebsorganisationen für Markenartikel in Österreich, an den Mitbewerber Maresi. Schlumberger fokussiert seither verstärkt auf die Kernkompetenzen in den Bereichen Schaumwein- und Spirituosenproduktion sowie auf den Vertrieb von internationalen Getränkemarken. 2013 wurde das Spirituosengeschäft mittels Abspaltung in die ebenfalls börsennotierte Gurktaler Aktiengesellschaft ausgelagert. Im Dezember 2014 übernahm Frederik Paulsen die Aktienmehrheit von Underberg und gliederte das Unternehmen in die von ihm kontrollierte Schweizer Sastre Holding ein.
Ab Mitte 2019 lässt das Unternehmen seine Produktion in Wien-Heiligenstadt Schritt für Schritt auf und verlagert diese nach Müllendorf im Burgenland. Ende Februar 2019 soll mit den Bauarbeiten begonnen werden, ab dem Jahr 2021 soll der Sekt in Müllendorf produziert werden.

## Vöslauer Goldeck

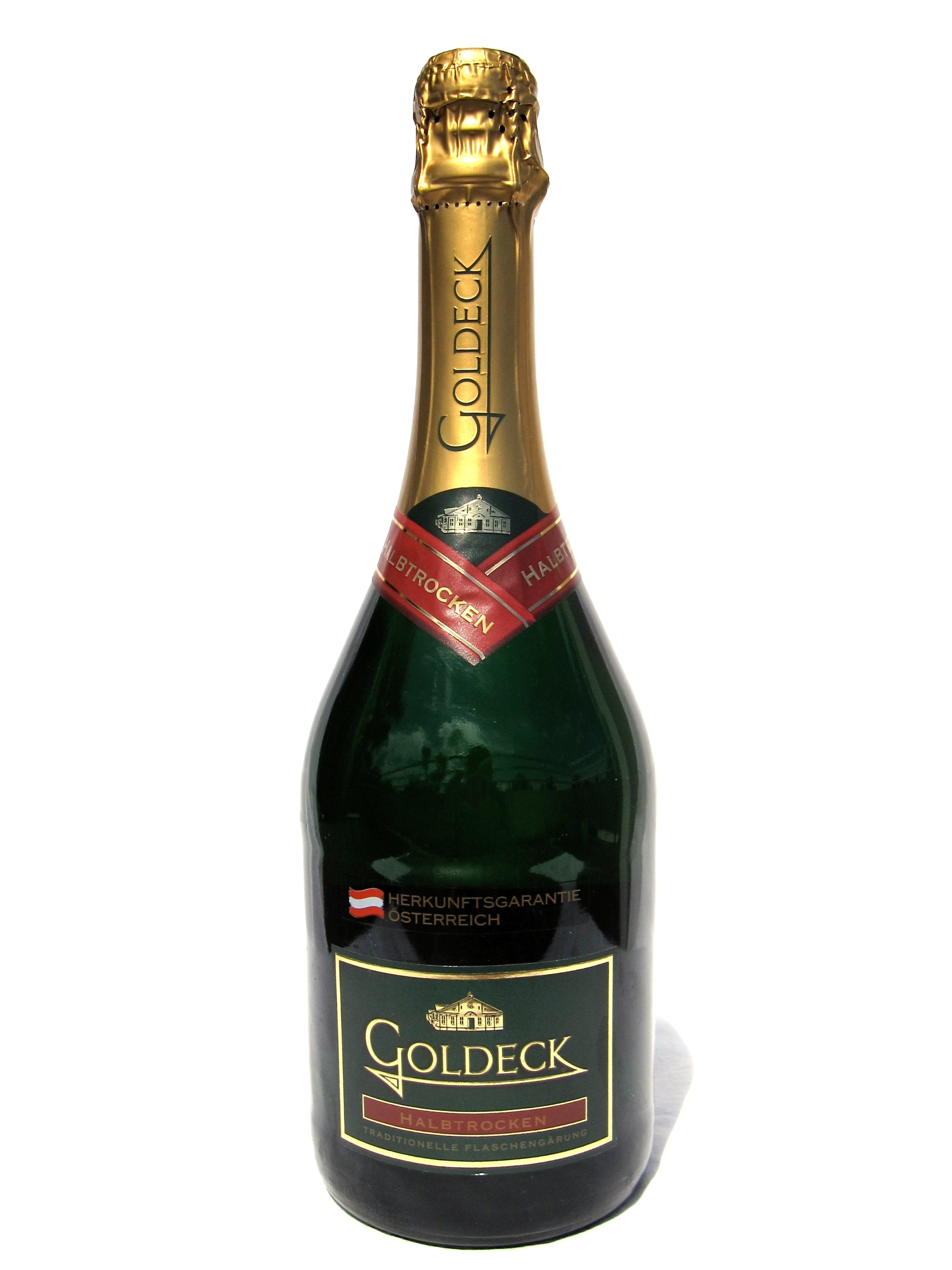
Goldeck

„Vöslauer Goldeck“ ist das bekannteste Produkt von Schlumberger und die älteste gesetzlich geschützte Weinmarke Österreichs. Der Schaumwein fand Eingang in die Literatur: der norwegische Schriftsteller Björnsterne Björnson schrieb 1894 an seine Tochter aus Schwaz in Tirol „Wir tranken Vöslauer Schaumwein – und der beste Champagner behagt mir nicht so wie dieser.“, John Galsworthy lobt in seinem 1926 uraufgeführten Theaterstück „Escape“ den Vöslauer, der Franzose Paul Morand erwähnt ihn in seinem 1957 Essayband „Fin de Siecle“ als typisches Getränk der Elite der Jahrhundertwende.
Eine weitere bekannte Marke ist Hochriegl, die Schlumberger im Jahr 2009 von Kattus erwarb.